# Carlos Leonel Francia Guevara
Carlos Leonel Francia Guevara fue un abogado y político peruano. Fue vocal superior de la Corte Superior de Justicia de Junín
Luego del gobierno militar fue elegido  diputado por Junín en las elecciones de 1980 durante el segundo gobierno de Fernando Belaúnde por el partido Acción Popular.